# Rayonnement cosmique
Le rayonnement cosmique est le flux de noyaux atomiques et de particules de haute énergie (c'est-à-dire relativistes) qui circulent dans le milieu interstellaire.
Le rayonnement cosmique est principalement constitué de particules chargées : protons (88 %), noyaux d'hélium (9 %), antiprotons, électrons, positrons et particules neutres (rayons gamma, neutrinos et neutrons). La source de ce rayonnement se situe selon les cas dans le Soleil, à l'intérieur ou à l'extérieur de notre galaxie. Certaines des astroparticules qui composent le rayonnement cosmique ont une énergie qui dépasse 1020 eV et qui n'est expliquée par aucun processus physique identifié.
La découverte du rayonnement cosmique a lieu au début du XXe siècle avec les observations de Victor Franz Hess effectuées en 1912 depuis un ballon. Il est identifié initialement à travers son rôle dans l'ionisation de l'atmosphère terrestre. L'observation directe depuis le sol des composants les plus énergétiques du rayonnement cosmique n'est pas possible car celui-ci interagit avec l'atmosphère lorsqu'il la pénètre et produit des particules secondaires. Il faut attendre la fin des années 1950 pour pouvoir effectuer les premières observations directes grâce à des instruments embarqués à bord de satellites artificiels ou de ballons stratosphériques. Le rayonnement cosmique de forte énergie constitue au même titre que le rayonnement électromagnétique une source unique d'informations sur des phénomènes d'origine galactique et extragalactique. Mais ses caractéristiques (énergie, rareté) rendent difficiles des observations précises. Par ailleurs les interactions importantes avec le milieu galactique et extragalactique viennent compliquer l'interprétation des données recueillies en vue de déterminer sa source et de sa nature.
Une partie des rayons cosmiques de basse énergie (relativement au reste des rayons cosmiques : de l'ordre du MeV), piégée par le champ magnétique terrestre, participe à la formation des ceintures de Van Allen. Les rayons galactiques ou extragalactiques peuvent nous traverser, interférer avec l'ADN, traverser la roche et les bâtiments et profondément pénétrer les sols et sous-sol planétaires. Ils contribuent, à hauteur de 14 %, à la radioactivité naturelle totale de la surface de la Terre.

## Historique
La première observation conduisant à la découverte des rayons cosmiques a lieu en 1900, lorsque le physicien Charles Thomson Rees Wilson découvre que l’atmosphère est continuellement ionisée. Il suppose alors que ce phénomène est dû au rayonnement naturel de la Terre. Ses recherches sur l'électricité atmosphérique, l'ionisation et la condensation le conduisent à concevoir la première chambre à brouillard.
Mais rapidement, les scientifiques de l’époque sont intrigués par l’excès d'ions par rapport à la quantité normalement due au rayonnement naturel du sol. En 1912, le physicien autrichien Victor Franz Hess mesure le taux d’ionisation en fonction de l’altitude avec un électromètre à feuille d’or embarqué dans un ballon. L’ionisation décroît jusqu’à 700 m, puis croît au-delà. Il y a peu de différences entre le jour et la nuit. Hess en conclut que le rayonnement est d'origine cosmique c'est-à-dire provient de l'extérieur du Système solaire. Ces résultats sont confirmés par Robert Andrews Millikan qui travaille à l'aide de ballons-sondes.
Hess estime également que ce rayonnement est électriquement neutre. Cette hypothèse est remise en question en 1928 lorsqu'on découvre que l'essentiel du rayonnement atteignant la surface de la Terre est constitué de particules chargées. Millikan suppose alors que ces dernières résultent de l'interaction entre les rayons neutres de l'espace (rayonnement gamma) et les molécules de l'atmosphère. Arthur Compton démontre que le rayonnement est en fait variable suivant la latitude où il est mesuré (plus faible à l'équateur qu'aux pôles) du fait de l'influence du champ magnétique terrestre, prouvant ainsi qu'il s'agit de particules chargées.

Schéma d'une cascade atmosphérique produite par un proton.

En 1938, l'astronome français Pierre Auger découvre que la pénétration des particules déclenche des gerbes atmosphériques constituées de particules dites « secondaires » — par opposition aux particules « primaires » constituant le flux avant son interaction avec l'atmosphère.
En 1943, à 3 613 m d'altitude, non loin du sommet de l'aiguille du Midi, le CNRS crée, sous l'égide de Louis Leprince-Ringuet, un laboratoire de haute altitude pour étudier les rayons cosmiques et leurs applications en physique nucléaire. Inauguré en 1946, il fonctionnera jusqu'en 1955, mais a gardé le nom de refuge des Cosmiques.

## Les rayons cosmiques ultra-énergétiques
Le 15 juin 1991, le rayon cosmique Oh-My-God est détecté par le détecteur Fly's Eye (en) (Utah, États-Unis) ; c'est le plus énergétique jamais enregistré : 3,2 × 1020 eV. Le deuxième plus énergétique, baptisé Amaterasu (du nom de la déesse japonaise du Soleil), est détecté le 27 mai 2021 par une équipe du projet Telescope Array (en), un réseau de détecteurs également situé dans l'Utah : 2,44 × 1020 eV.
Les sources des rayons cosmiques ultra-énergétiques sont encore inconnues. Les deux principales hypothèses sont que les rayons cosmiques ultra-énergétiques proviennent de la fusion de trous noirs supermassifs ou d'explosions de supernovas.

## Composition du rayonnement cosmique
Il s'agit pour sa partie chargée principalement de protons (88 %), noyaux d'hélium (9 %), le reste étant constitué d'électrons, de différents nucléons (particules constituant les noyaux d'atomes) ainsi que de quantités infimes d'antimatière légère (antiprotons et positrons). La partie neutre est quant à elle constituée de rayons gamma ainsi que de neutrinos. Cette dernière n'est pas toujours décomptée dans le rayonnement cosmique.
La particule la plus abondante au niveau de la mer est le muon, car celui-ci interagit peu avec la matière : on en dénombre en moyenne un par centimètre carré par minute. Malgré sa durée de vie de 2,2 µs, qui correspond à une distance maximale de 660 m à la vitesse de la lumière, le muon parcourt des distances beaucoup plus grandes grâce à l'effet de dilatation du temps prédit par la relativité restreinte.
Les particules primaires (arrivant sur l'atmosphère) ont une énergie qui peut atteindre 1020 eV. En dehors des neutrinos, les particules détectées au sol sont essentiellement des particules secondaires issues de gerbes atmosphériques, d'énergie bien inférieure.

## Spectre
| - Spectre du rayonnement cosmique primaire : flux d'astroparticules au sommet de l'atmosphère terrestre, exprimé en nombre de particules par unités de surface (m²), de temps (s), d'angle solide (sr) et d'énergie (GeV). - Les particules de basse énergie (zone jaune) viennent surtout du Soleil, celles d'énergie intermédiaire (bleu) de notre galaxie, et celles de haute énergie (violet) sont extragalactiques. |

Le spectre du rayonnement est la fonction reliant le flux incident de particules à leur énergie. Les figures ci-contre ont une échelle logarithmique pour intégrer la très grande amplitude des valeurs des énergies et des flux. Le spectre donné ici est celui du rayonnement primaire, c'est-à-dire avant l'interaction de ce rayonnement avec l'atmosphère.
Ce spectre est manifestement « non-thermique », c'est-à-dire qu'il ne résulte pas de l'émission d'un corps à une température donnée (spectre de corps noir). La pente de la droite montre que le flux décroît rapidement selon une loi de puissance. L'exposant de la loi de puissance est appelé l'« indice spectral ». Sa valeur globale est de 2,8.
Il existe toutefois deux ruptures de pente remarquables, bien qu'assez discrètes à l'œil nu :
- la première, surnommée le « genou », se situe à 5 × 1015 eV (flux : 1 particule/m2/an). L'indice spectral passe d'environ 2,7 à 3,3 ;
- la seconde, surnommée la « cheville », se situe à 4 × 1018 eV (flux : 1 particule/km2/an). L'indice spectral passe à 3,0.

En 2024, l'observatoire HESS publie un inventaire des électrons et des positons d'énergie comprise entre 300 GeV et 40 TeV. Le flux décroît très rapidement aux énergies supérieures à 1,2 TeV, ce qui indique que le Système solaire est situé dans une région relativement calme du milieu interstellaire,.

## Origine
Les particules les plus énergétiques proviennent de l'espace interstellaire et intergalactique. Une partie de ces particules est déviée par le vent solaire — à l'origine des aurores polaires — qui apporte pour sa part essentiellement des ions et des électrons. Ainsi l'activité solaire a un effet mesurable sur la quantité de rayonnement d'origine galactique reçue.
Les connaissances actuelles permettraient d'expliquer l'accélération des particules jusqu'au niveau du « genou » (cf. définition plus haut) par des processus astrophysiques violents tels que des chocs. Elles auraient pour origine l'explosion de supernovas, selon l'hypothèse émise en 1949 par le physicien italien Enrico Fermi, mais cela n'est pas confirmé actuellement. D'autres sources sont pressenties, qui font appel aux phénomènes astronomiques les plus énergétiques connus dans la nature : noyau actif de galaxie, sursaut gamma, trou noir, hypernovas, etc. En poussant ces modèles, il est possible de trouver une explication à l'accélération de particules jusqu'à 1020 eV. Cependant, le manque d'information sur les rayons cosmiques à de si hautes énergies ne permet pas de contraindre ces modèles.
Pour les particules les plus énergétiques, les zetta-particules, au-delà de la cheville (4 × 1019 eV) les observations restent encore très peu nombreuses (moins d'une gerbe par an dans des observatoires très spécialisés comme le Fly's Eye de l'université de l'Utah ou l'Akeno Giant Air Shower Array (Réseau d'Akeno pour les Cascades Géantes Atmosphériques).
En 2017 les premières confirmations de l'origine géographique du rayonnement haute-énergie sont données par la publication du résultat de 12 ans de mesures faites depuis 2004 à l'Observatoire Pierre-Auger à Malargüe en Argentine : ce rayonnement est clairement extragalactique, venant de galaxies situées dans une partie de l'espace située au-delà des confins de la Voie lactée. L'observatoire a en effet capté et étudié environ 30 000 rayons présentant des énergies dépassant 8 × 1018 électrons-volts. L'étude de la distribution angulaire de leurs entrées dans l'atmosphère a fini par mettre en évidence un motif (légèrement dipolaire) sur la sphère céleste. Ce motif était situé à l'opposé de la direction de la Voie lactée. Ce flux émanerait donc d'un excès de galaxies situé à une centaine de millions d'années-lumière. Reste à comprendre le mécanisme de sa production ; les spécialistes penchent pour des phénomènes nés de l'environnement d'énormes trous noirs et/ou de l'effondrement d'étoiles super-massives.

## Cosmologie et astroparticules
Le Big Bang, la baryogénèse, la matière noire sont les cadres de recherche qui utilisent les techniques expérimentales développées en physique des particules pour faire de l'astronomie à haute et très haute énergie. 
Les thématiques principales de recherche sont :
- la recherche de la matière noire ;
- les neutrinos (solaires, cosmiques, des supernovas) ;

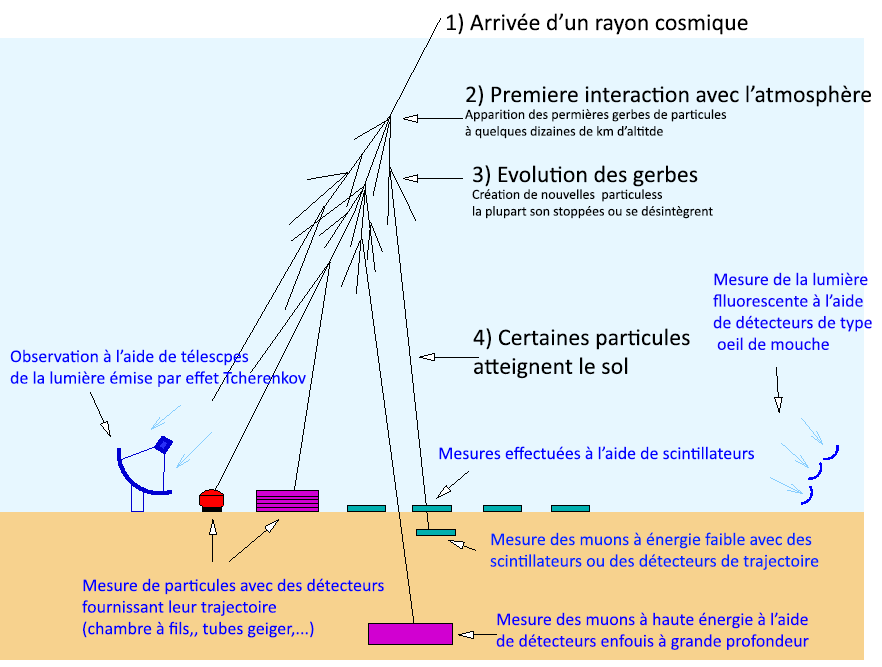
Les différents types de détecteurs permettant d'étudier les rayons cosmiques.

- la désintégration du proton ;
- les ondes gravitationnelles.

## Méthodes de détection

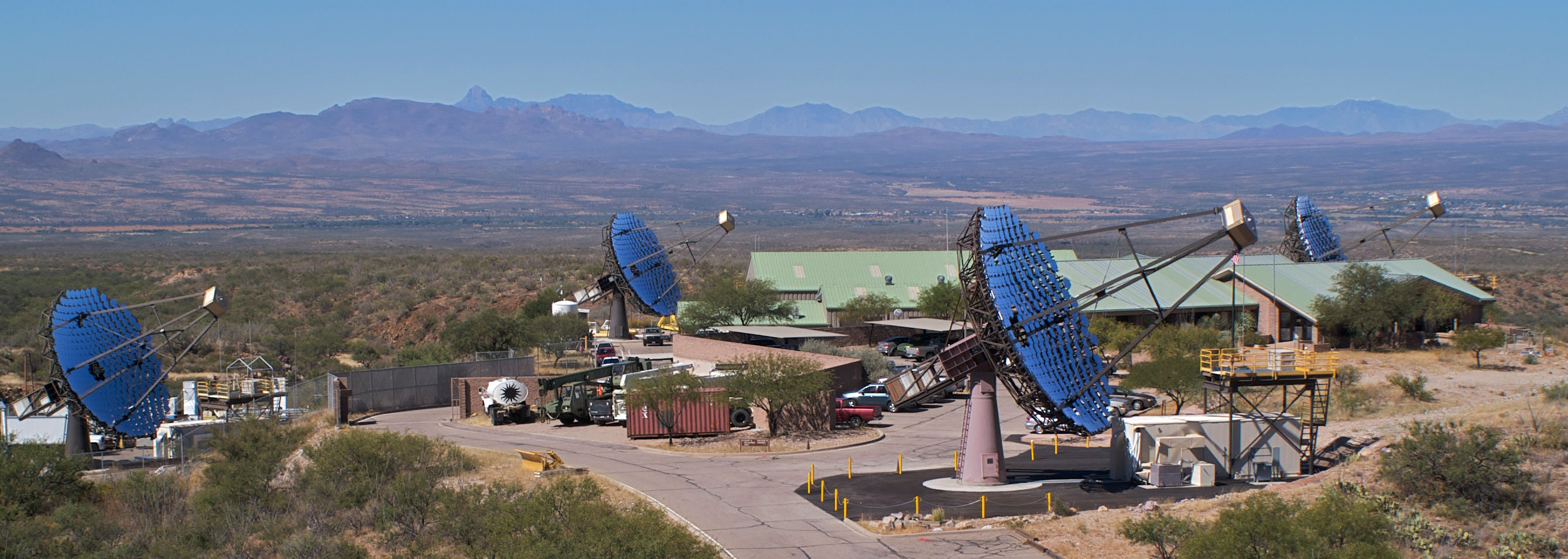
Le réseau VERITAS de télescopes Tcherenkov.

Plusieurs méthodes de détection des rayons cosmiques à partir du sol sont actuellement utilisées. Les télescopes Tcherenkov détectent des rayons cosmiques de basse énergie (<200 GeV) en analysant leur rayonnement Tcherenkov, des rayons gamma émis lorsqu'ils traversent l'atmosphère à des vitesses supérieures à la vitesse de la lumière dans l'air. Ces télescopes distinguent très efficacement les radiations du fond de ciel et celles d'origine atmosphérique, mais ne peuvent fonctionner que par des nuits claires et sans lune, et ont un champ visuel très étroit. Un autre type de télescope Tcherenkov utilise le même effet dans l'eau ; ces deux types de télescopes sont couplés (de façon unique au monde) à l'observatoire Pierre-Auger.
La détection de gerbes (en anglais : Extensive Air Shower, ou EAS) est une autre méthode, consistant à mesurer les particules chargées provenant de l'interaction d'un rayon cosmique avec l'atmosphère, à l'aide de panneaux de scintillateurs organiques (en plastique). Cette méthode permet d'observer des rayons cosmiques beaucoup plus énergétiques, sur une large étendue de ciel, et environ 90 % du temps ; mais elle est moins efficace pour distinguer les rayons cosmiques d'autres types de radiations que ne le font les télescopes Tcherenkov.

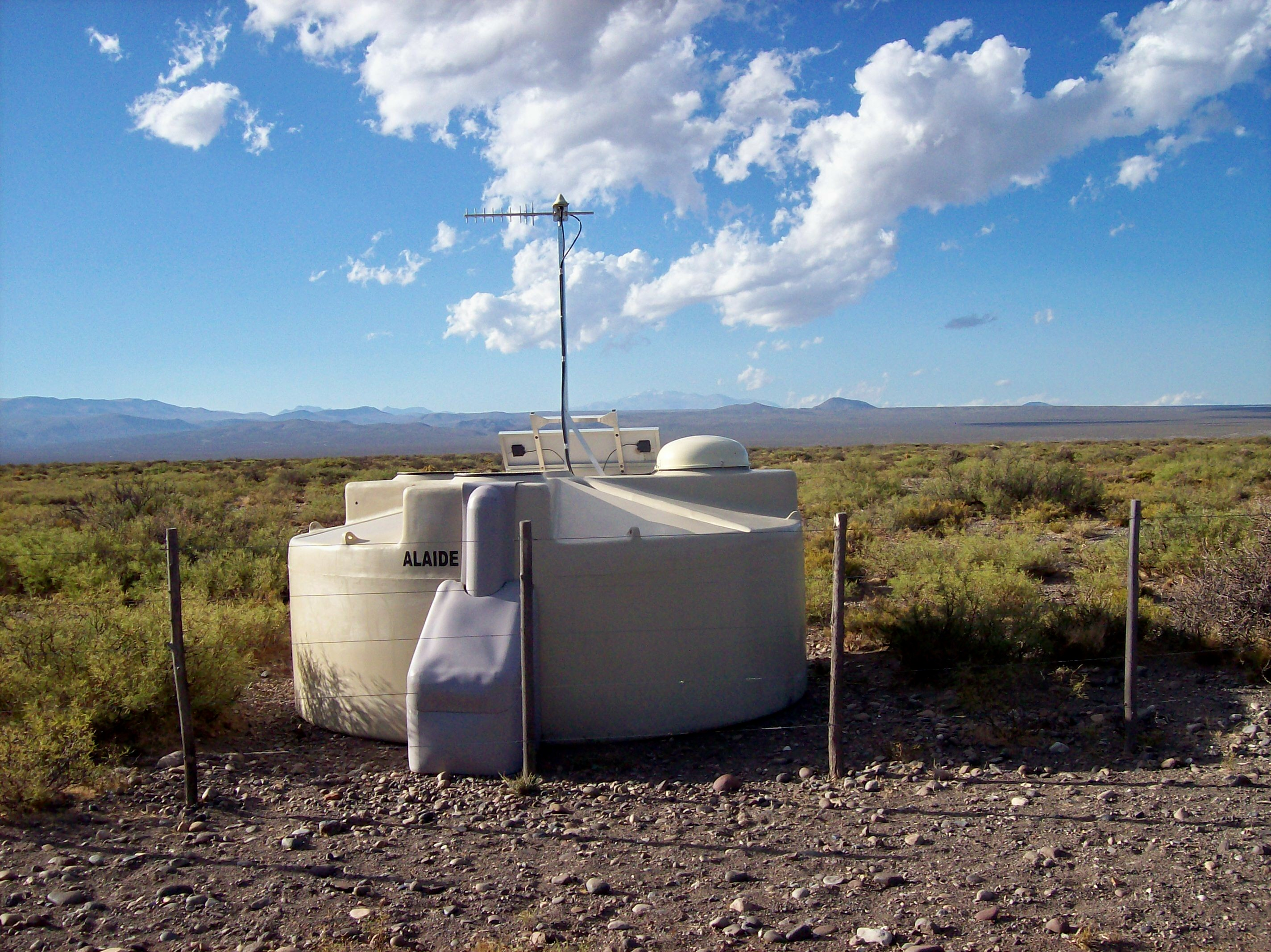
Détecteur de rayons cosmiques de l'observatoire Pierre-Auger.

Une troisième méthode fut développée par Robert Fleischer, P. Buford Price (en), et Robert Walker (en) pour être utilisée dans des ballons-sondes en haute altitude. Des feuilles de plastique transparent (par exemple en polycarbonate, de 0,25 mm d'épaisseur), sont superposées et exposées directement aux rayons cosmiques, qui provoquent des ruptures de liaisons chimiques ou des ionisations du plastique. Au sommet de la pile, l'effet est moindre, en raison de la grande vitesse des particules, mais, la vitesse diminuant, l'ionisation augmente en traversant les différentes feuilles ; en dissolvant le plastique, on creuse alors des cavités coniques, qui sont mesurées (avec un microscope de forte puissance). Ces cavités sont différentes pour chaque trajectoire, ce qui permet de mesurer la charge et l'énergie du rayon cosmique ayant traversé le dispositif : cette méthode est d'ailleurs également utilisée pour détecter les noyaux produits dans une fission nucléaire.

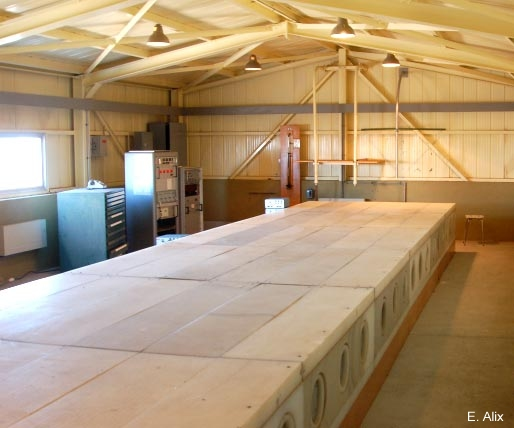
Moniteur à neutrons de Kerguelen.

Pour mesurer le rayonnement cosmique de basse énergie (450 MeV - 15 GeV), John A. Simpson a mis au point le moniteur à neutrons dès 1948. Ces moniteurs, utilisant un principe similaire aux compteurs geiger, se sont notamment développés à l'occasion de l'année géophysique internationale de 1957 (compteur de type IGY). Leurs successeurs, les supermoniteurs NM64, sont actuellement les plus utilisés. Le réseau mondial de moniteurs sert notamment à l'étude des éruptions solaires à protons (GLE pour Ground Level Enhancement), des éjections de masse coronale (CME) conduisant à un effet Forbush (en), ou encore à l'estimation des doses de radiations reçues par le personnel navigant. Depuis 2007, la majorité des moniteurs à neutrons distribuent leurs données en temps réel grâce au réseau mondial de moniteurs à neutrons (NMDB (en)) qui fédère, en 2017, une quarantaine de stations.
Une dernière méthode utilise des chambres à brouillard ou des chambres à bulles pour détecter les muons secondaires créés lors de la désintégration d'un pion. Les chambres à brouillard en particulier sont aisées à fabriquer, même dans un simple laboratoire de lycée.

## Applications
La capacité des muons cosmiques à traverser la matière peut être exploitée en tomographie. En effet, l'atténuation du flux de particules est fonction de la densité du milieu traversé. Cette technique a notamment été utilisée par le prix Nobel de physique Luis Walter Alvarez afin de rechercher des chambres cachées dans la pyramide de Khéphren, en Égypte, mais n'a pas donné de résultats probants dans ce cas. De récents travaux conduits au volcan de la Soufrière, en Guadeloupe, laissent également présager une application à la géophysique. Les rayons cosmiques servent aussi à mesurer l'épaisseur de neige : le NRC (nivomètre à rayonnement cosmique) est utilisé par EDF.

## Effets

### Effets sur la santé
Ce rayonnement qui représente 15 % de la radioactivité naturelle terrestre peut être ionisant et susceptible de casser l'ADN, de causer des cancers et des malformations génétiques. Au niveau du sol il est largement dispersé par la magnétosphère ou bloqué par l'atmosphère et ses particules en suspension. Cependant le personnel navigant des avions et a fortiori les astronautes peuvent y être exposés de manière plus significative (ex. : Dose efficace annuelle de 2 à 5 mSv sur des vols long-courriers), d'autant plus que l'avion vole à haute-altitude. En France, au début des années 2000, un Système d’information et d’évaluation par vol de l’exposition au rayonnement cosmique dans les transports aériens (dit « projet SIEVERT ») a été mis en place en lien avec les compagnies d'aviation et les organismes professionnels vise à instaurer une dosimétrie réglementaire, opérationnelle pour les compagnies, permettant un calcul de dose pour chaque vol sur la base de paramètres réels (prenant notamment en compte les éruptions solaires (GLE), avec « estimation de dose et information pour le public ».
Un séjour de plus de quatre ans sur la planète Mars dépasserait les limites de sécurité en matière d'exposition aux rayonnements cosmiques pour l'espèce humaine, notamment les rayonnements provenant de l'extérieur du système solaire. Cette donnée rendrait sa colonisation impossible.

### Effet sur l’électronique
Les rayons cosmiques sont suffisamment énergétiques pour altérer l’état d’un composant électronique d’un circuit intégré, pouvant provoquer des erreurs transitoires, telles que des corruptions de donnée dans la mémoire vive ainsi qu’une mauvaise exécution du processeur, souvent appelées des « soft error (en) » (à ne pas confondre avec des erreurs logicielles provoquées par des erreurs de programmation ou un bogue). Ce fut un problème pour l’électronique en très haute altitude, tel que les satellites, mais avec des transistors devenant de plus en plus petits, cela devient une plus grande préoccupation. Des études menées par International Business Machines (IBM) dans les années 1990, suggèrent que les ordinateurs subissent par mois environ une erreur par tranche de 256 mégaoctets de mémoire vive à cause de rayons cosmiques. Pour réduire ce problème, Intel a proposé un détecteur de rayon cosmique qui pourrait être intégrés aux futurs microprocesseurs ayant une faible finesse de gravure, permettant au processeur d’exécuter de nouveau la dernière commande suivant le rayon cosmique. 
Ainsi lors des élections législatives belges de 2003, un rayon cosmique a eu pour conséquence un excès de 4 096 voix pour Maria Vindevoghel dans le canton de Schaerbeek.
Les rayons cosmiques sont également suspectés d’être la cause d’un incident de vol survenu en 2008, lorsqu'un avion de ligne Airbus A330 de la compagnie Qantas plongea deux fois sur une centaine de mètres après un mauvais fonctionnement inexpliqué du pilotage automatique. Plusieurs passagers ainsi que des membres de l’équipage furent blessés, dont certains sérieusement. Après cet incident, les enquêteurs de l’accident ont déterminé que le système de contrôle de vol avait reçu un pic de données inexpliqué, et que tout le système fonctionnait parfaitement. Une mise à jour logicielle a été faite dans tous les avions de ligne A330 et A340, permettant de filtrer électroniquement ces pics de données.
Pour contrer ces effets sur la microélectronique, il existe des techniques de durcissement aux radiations.

### Effet sur la formation des nuages
Les rayons cosmiques ont un effet sur la formation de certains nuages, par la formation de nouveaux aérosols (de minuscules particules en suspension dans l'air, qui constituent le germe des gouttelettes des nuages). Les rayons cosmiques agissent sur les vapeurs organiques issues des arbres (biogènes), et augmentent le taux de production d'aérosol d'un facteur 10 à 100. L'expérience CLOUD, au CERN, étudie actuellement les effets des rayons cosmiques sur la formation des nuages.